# Egidio Coppola
Pour les articles homonymes, voir Coppola.
Egidio Coppola (né le 1er mai 1852 à Ripi, près de Frosinone, dans la région du Latium en Italie, et mort en 1928 à Ascoli Piceno) est un peintre italien de la fin du XIXe siècle et du début du XXe.

## Biographie
Egidio Coppola est l'un des artistes ascoliens parmi les plus célèbres de son temps, adepte du style naturaliste napolitain. Le peintre Dino Ferrari (1914-2000) était un de ses élèves. Très jeune il déménage avec sa famille à Rome. Après des études classiques, il fréquente assidument l'Accademia di San Luca.
Ses professeurs étaient Francesco Podesti, auteur des fresques de la Villa Torlonia à Rome et Annibale Angelini. À leur contact il apprend le dessin, les perspectives architectoniques, la technique de décoration murale, le goût pour le néo-classicisme et les portraits.

## Œuvres
- Fresques de Villa Clarice à Porto San Giorgio (1887 - 1893).
- Décoration du palais des postes à Rome.
- Fresques de l'église de la Concezione à Ascoli Piceno.
- Fresques de l'église San Rocco à Fermo.